# 에릭 오비나
에릭 오비나(Eric Obinna Chukwunyelu, 1981년 6월 10일~ )는 K리그에서 활동한 프랑스 국적의 축구 선수이다.
나이지리아 태생이지만 프랑스 국적도 보유한 이중국적자로서 K리그 선수 등록시 프랑스 국적으로 등록하여 프랑스 출신 외국인 선수 1호가 되었으며 등록명은 에릭이었다.
프리미어 리그 아스널 FC 유스 출신으로 기대를 모았으나 2008 시즌 K리그 정규리그 14경기 출장 2골 0도움 / 리그컵 4경기 출장 0골 0도룸으로 별 다른 활약을 보여주지 못했다.